# 我爱死她了

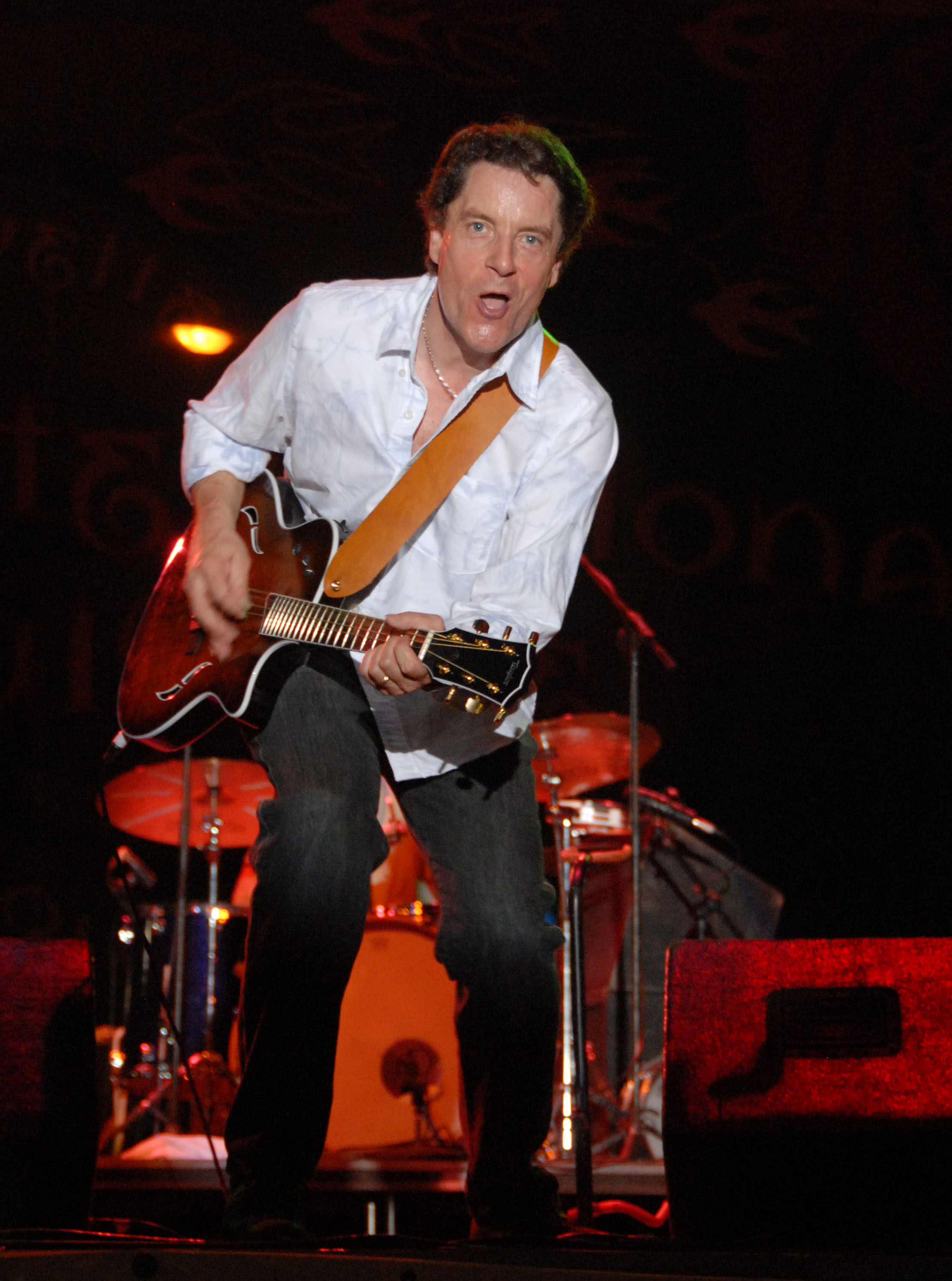

《我爱死她了》(Je l'aime à mourir)是弗朗西斯·凯布洛在1979年发行的专辑《捷径》中的一首歌曲。此专辑在法国的销售量达600 000张，这首《我爱死她了》作为单曲发行的销售量达500 000张，是弗朗西斯·凯布洛销售量最高的单曲。
歌曲的中文版于2013年由安德烈·赛加拉演唱，吴雅儒翻译，通过优酷网被大家所认识。
这首歌同样也被弗朗西斯·凯布洛本人用西班牙语演唱，此后 夏奇拉再次演唱了这首歌的西班牙语版。